# Abderrahmane Sissako
Abderrahmane Sissako (Kiffa, 13 ottobre 1961) è un regista mauritano.

## Biografia
Nato a Kiffa in Mauritania, vive in Mali dove è nato suo padre. Il trasferimento avviene quando è ancora giovane, e in Mali compie parte dei suoi studi primari e secondari. Dopo un breve ritorno in Mauritania nel 1980, parte per l'Unione Sovietica, a Mosca, dove studia cinema al VGIK (Istituto federale di stato del cinema) dal 1983 all'89.
A inizio anni '90, Sissako si trasferisce in Francia. Nel 1994 ottiene, nel quarto Festival del cinema africano di Milano, il premio del miglior cortometraggio per il suo film Octobre. Nel 1999, nella nona edizione dello stesso festival, riceve il premio del miglior lungometraggio per La vie sur terre, girato l'anno precedente.
Abderrahmane Sissako è, con Ousmane Sembène, Souleymane Cissé, Idrissa Ouedraogo e Djibril Diop Mambety, uno dei pochi registi dell'Africa subsahariana ad aver ottenuto notorietà internazionale.
Sissako è anche consigliere culturale del capo di Stato mauritano Mohamed Ould Abdel Aziz.
Abderrahmane Sissako è anche presidente di Ciné Fabrique, scuola di cinema e multimedia a Lione.

## Filmografia
- La vie sur Terre (1998)
- Aspettando la felicità (Heremakono) (2002)
- Bamako (2006)
- Timbuktu (2014)
- Life in Al Barr - cortometraggio (2019)
- Al Zubarah - cortometraggio (2019)
- Black Tea (2024)